# Will Sasso
William "Will" Sasso (sinh ngày 24 tháng 05 năm 1975) là một diễn viên điện ảnh người Canada, nổi tiếng với vai diễn trong MADtv từ năm 1997 đến 2002 và vai Curly trong phim The Three Stooges.

## Tiểu sử
Sasso sinh ra ở Ladner, British Columbia, Canada. Cha mẹ ông là người Ý nhập cư.